# Novye pochoždenija Švejka
Novye pochoždenija Švejka (Новые похождения Швейка) è un film del 1943 diretto da Sergej Iosifovič Jutkevič.